# Meisjesbond De Madeliefjes
De Meisjesbond De Madeliefjes was een Vlaamse jongerenorganisatie. De bond was de eerste meisjesgroep van de Chirojeugd Vlaanderen en werd opgericht door Antoon Aarts in de zomer van 1934.

## Activiteiten
Proost Antoon Aarts die nauwe banden had met Jos Cleymans, introduceerde de nieuwe groepswerking, de vormgeving en het thema van Christus-Koning. Zingend op tocht gaan, spelen in openlucht, kamperen en leiderschap door jongeren waren vernieuwende jeugdbewegingselementen. De meisjesbond was hierdoor een voorbeeld voor andere groepen en de uitbouw van de Chirojeugd.
De wekelijkse vergaderingen van de Madeliefjes bestonden uit ontspannende binnen- en buitenactiviteiten, avontuurlijke trektochten, levendige kampen en grootschalige spellen. Daarnaast was er aandacht voor fysieke ontwikkeling met gymnastiek, dans, atletiek en diverse sporten. Kunstzinnige expressie werd gestimuleerd door gezamenlijke zangsessies, muziekbeoefening en toneelstukken. De religieuze dimensie was verweven met het motto "Christus is Koning, Zijn ridders Wij".  

## Geschiedenis
Na zijn overplaatsing van Tienen naar de Sint-Rochus parochie in Deurne, initieerde Antoon Aarts als jonge priester op 2 april 1934 een nieuwe jeugdbeweging genaamd "Jongensbond Sint-Rochus", gevolgd door de oprichting van de "Meisjesbond Madeliefjes" enkele maanden later. In tegenstelling tot de trage hervormingen binnen de patronaten, werden deze jeugdbewegingen gekenmerkt door innovatieve stijlelementen, geïnspireerd door de Christus Koning-gedachte en gestructureerd volgens het latere Chiroconcept. Dit vond plaats nog vóór het publiceren van het artikel “Nieuw leven” in het tijdschrift "Het Katholiek Patronaat" van oktober 1934, dat doorgaans wordt beschouwd als het begin van de Chirojeugd. Opnieuw ondervond Aarts zijn initiatief tegenstand, voornamelijk van kardinaal Jozef Cardijn, de grondlegger van de KAJ. Hij zag de opkomst van de nieuwe jeugdbeweging als een bedreiging voor de KAJ en kreeg hierbij steun van kardinaal Van Roey.
De Meisjesbond De Madeliefjes was de eerste Meisjeschiro, andere meisjesgroepen ontstonden meestal na 1937. De eerste bijeenkomsten van de Madeliefjes hadden op donderdagavond plaats, later werd dit dinsdag en donderdag. Naarmate het aantal aangesloten leden verder groeide, werden meerdere afdelingen toegevoegd. Het ledenaantal steeg tot meer dan 170 tijdens vanaf 1949.
De jeugdbeweging van Sint-Rochus verwierf faam door hun jaarlijkse opvoeringen, waarvan de voornaamste waren: het sprookje Sneeuwwitteke van Constant Lindemans in 1935,  de kinderoperette Goudmuiltje van Brandts Buys jr. in 1936, de operette Goudhaartje en de troubadour van Geertruida van Vladeracken in 1937 en Perle-fine met 85 acteurs van Anton van de Velde in 1938 en 1939 met een optreden in de Antwerpse Hippodroom.      
De Madeliefjes waren een buitenbeentje en volgde niet strikt de voorschriften van het Chiro-verbond. Ze hadden hun eigen identiteit waar ze erg aan vasthielden. Zo droegen ze hun eigen uniform: de witte bloes met op de linkerborstzak een donkerblauw Chiro-teken en een lichtblauwe rok. De door Aarts ingevoerde symbolen en rituelen zorgden voor een eeuwige verbondenheid, zoals hun belijdenis het voorschrijft.
Toen in 1961 door een aantal leidsters hervormingen werden doorgevoerd en de eigenheid en het uniform werden opgegeven, leidde dit tot een kortstondige tweestrijd. De Meisjesbond ging over naar Chirojeugd Sint-Rochus en werd later omgevormd tot Chiro Icarus.

De oud-leden van de Meisjesbond en de Jongensbond hielden nog regelmatig bijeenkomsten. Op de reünie van 31 oktober 2015 waren ze nog met meer dan 100 aanwezigen.

Madeliefjes Sint-Rochus
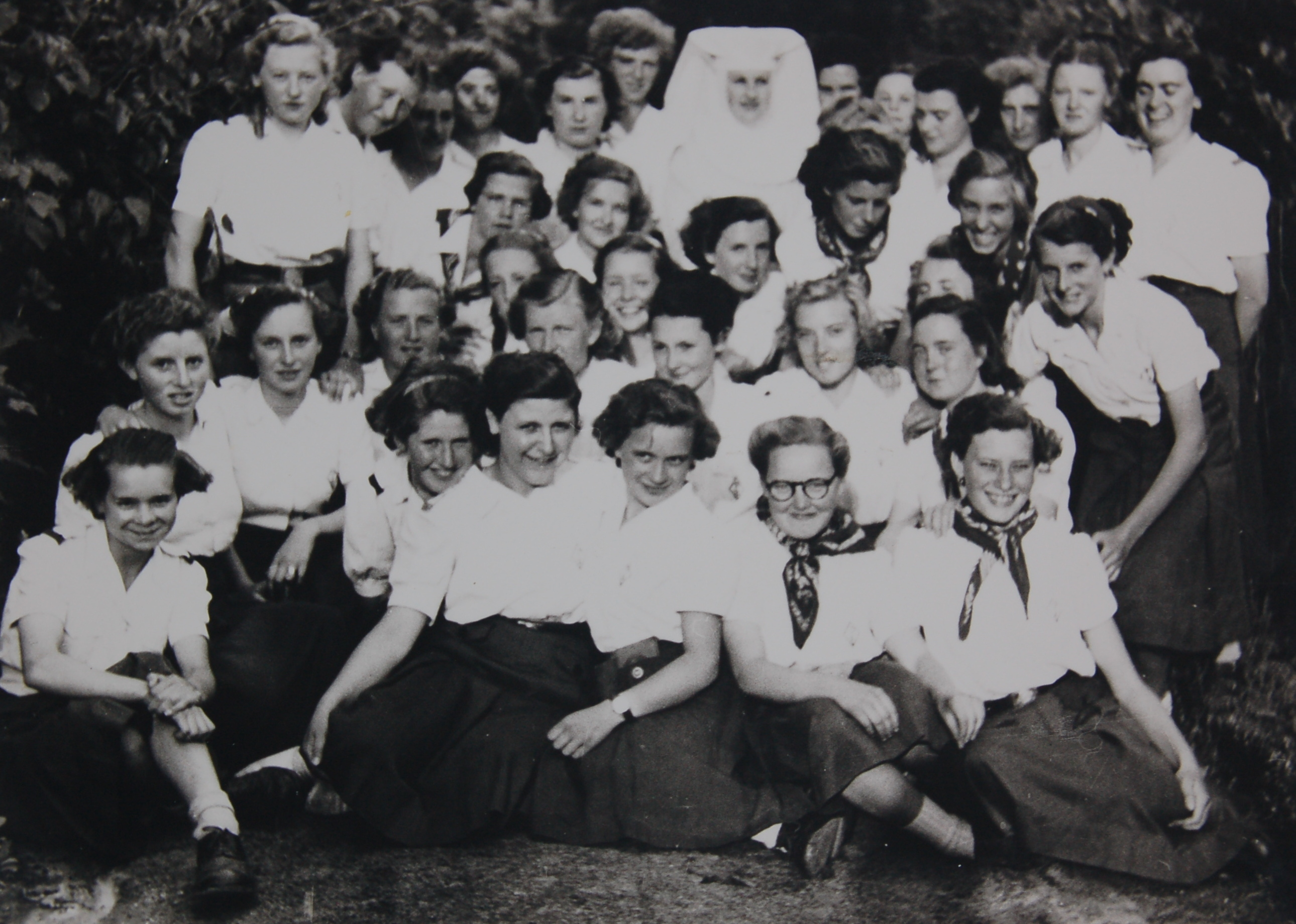
Groepsfoto
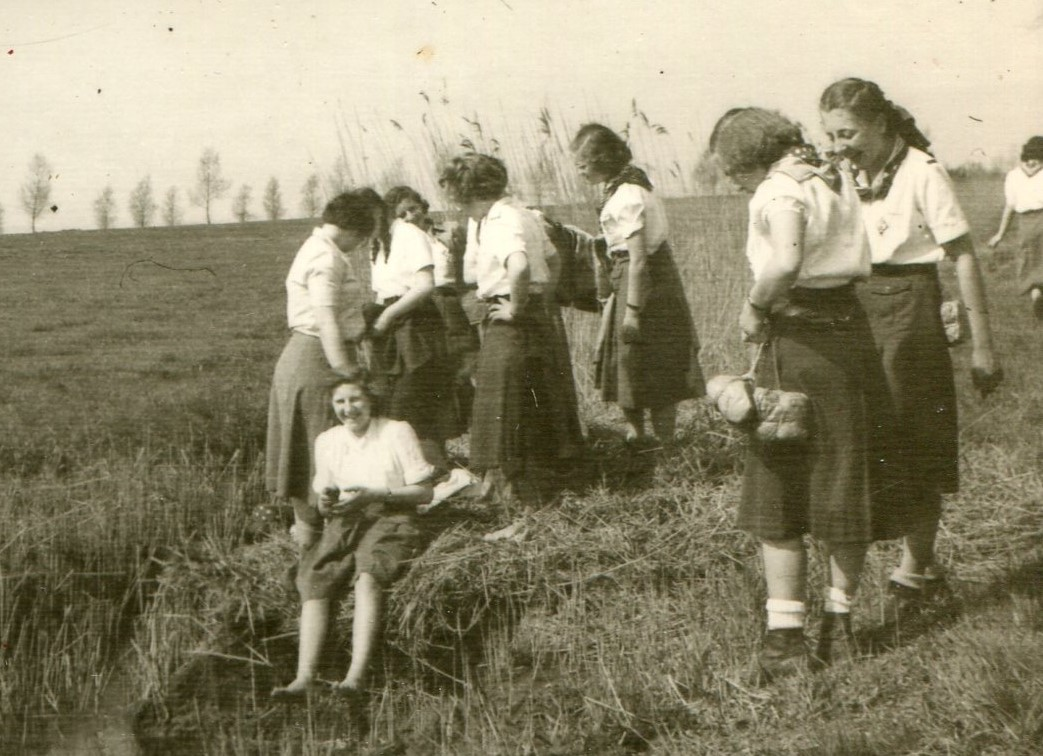
Trektocht naar doel (1952)
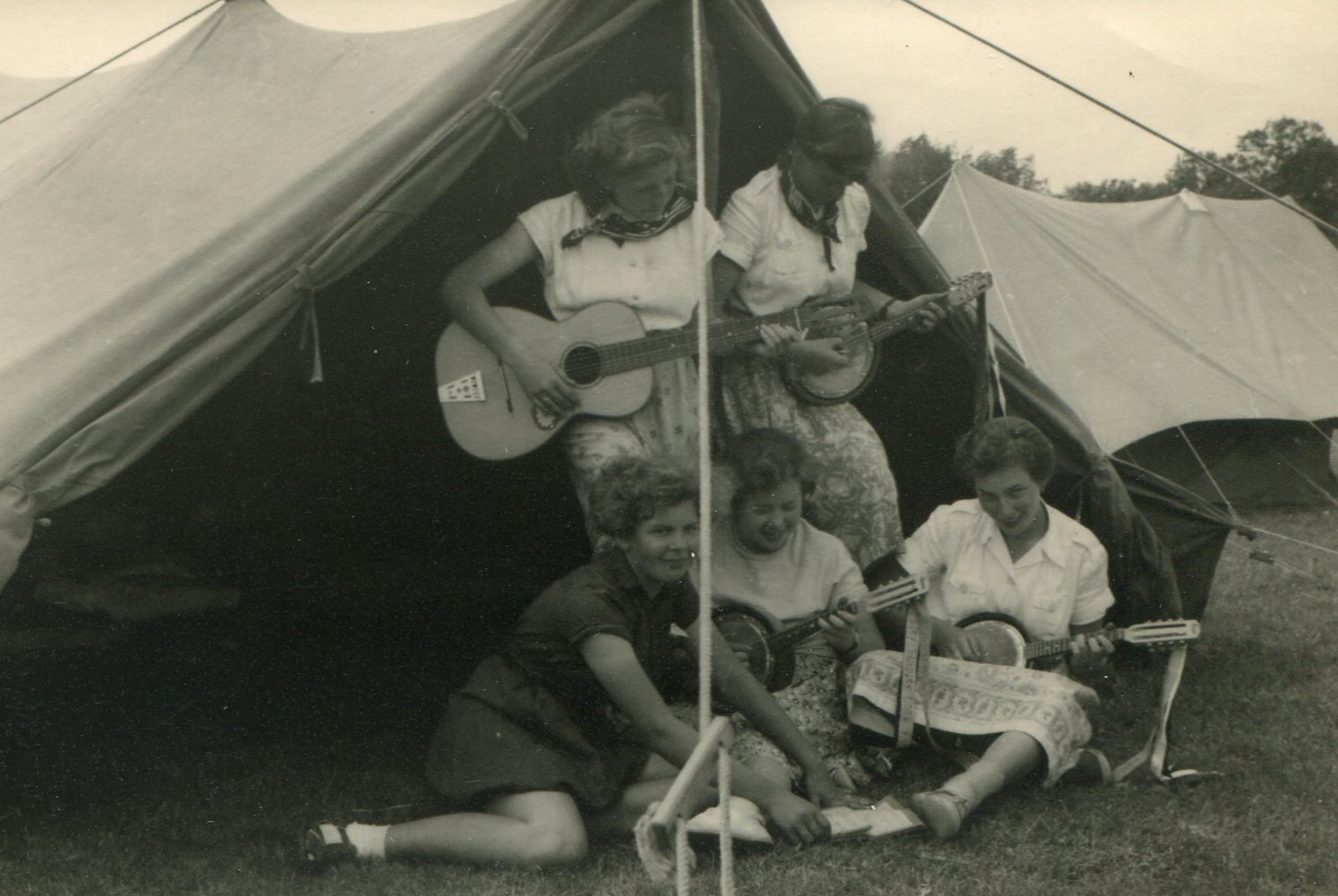
Gitaar en Banjo op kamp (1953)
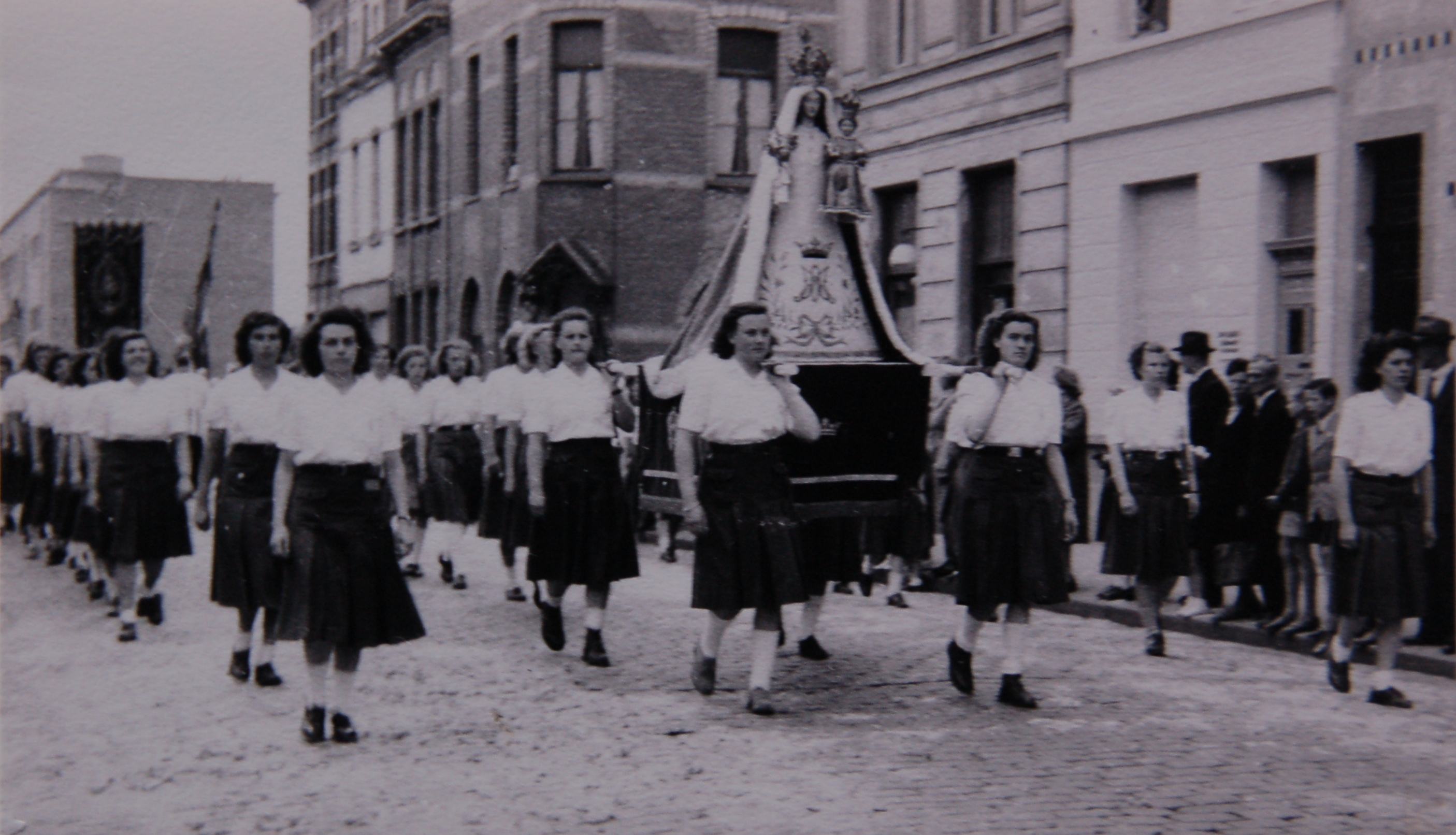
Processie te Deurne

## Leiding 1934-1961

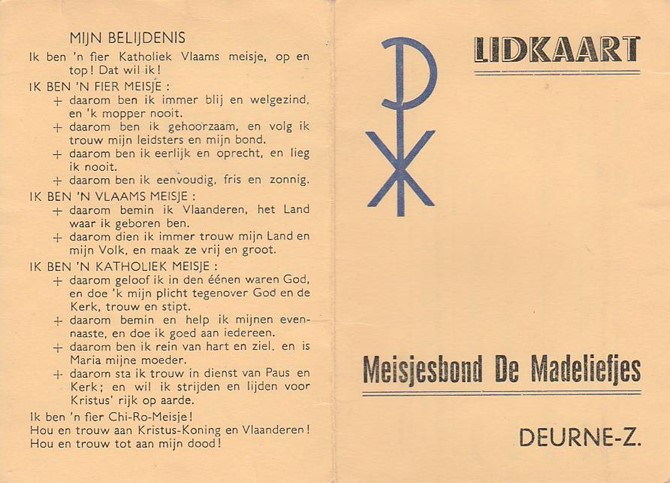
Lidkaart Meisjesbond Madeliefjes

### Hoofdleidsters
- Jeanne Van Doren
- Elza Aerts
- Suzanne Lombart
- Alice Van Looveren
- Magda De Coster
- Corrie François
- Lena Wykmans

### Proosten
- Antoon Aarts (1934-1946)
- Jaap Tol (1946-1961)

## Afdelingen
- 1934: één enkele afdeling
- 1954: vijf afdelingen: Sterrekens, Eerste afdeling, Tweede afdeling, Derde afdeling, Kerlinnen

## Tijdschriften
- 1934 Harop: bondsblad
- 1957 Telefoonpaal: bondsblad Madeliefjes